# Radikal bikers
Radikal bikers és un videojoc de curses per a màquina recreativa desenvolupat per l'empresa catalana Gaelco l'any 1998. Va tenir una versió per a PlayStation desenvolupada per Bit Managers que sols es va comercialitzar a Europa. La seqüela espiritual d'aquest joc va ser Smashing drive (2000) i també va inspirar Crazy taxi.

## Jugabilitat
Radikal bikers consisteix en el repartiment de pizzes amb un escúter italià anomenat Italjet Dragster en un entorn urbà mediterrani amb trànsit intens, abans que el teu oponent amb IA, mentre s'aconsegueixen punts. La versió per a màquina recreativa té tres nivells de dificultat que corresponen a diferents ciutats: Margherita (fàcil, ambientat a Milà), Capricciosa (mitjà, ambientat a Roma) i Diabola (difícil, ambientat a Nàpols). Si es superen les quatre curses d'un nivell, es pot jugar al següent nivell gratuïtament. Paral·lelament, la versió per a PlayStation inclou quatre ubicacions més a sobre de les tres originals: Marinara (Venècia), Fantasia (París), Reggiana (Londres) i Americana (Nova York).